# 봉은사 삼세불도
봉은사 삼세불도(奉恩寺 三世佛圖)는 서울특별시 강남구 삼성동에 있는 조선시대의 삼세불도이다. 2007년 9월 27일 서울특별시의 유형문화재 제234호로 지정되었다.

## 개요
이 불화는 현재 봉은사 대웅전에 후불탱화로 안치되어 있는데, 그 앞에 모셔져 있는 삼세불상이 17, 8세기경의 작품인 것을 볼 때 1892년 대웅전의 불화를 제작하면서 불상과 같은 형식의 삼세불화를 그린 것으로 추정된다. 세로 319.7cm, 가로 291.8cm의 대규모 면본 채색화로 현 대웅전의 후불벽보다는 폭이 좁지만 1892년 당시 대웅전의 후불벽 규모에 맞춰 제작한 것으로 보인다.
그림의 형식은 상단 중앙에 석가모니불, 좌측에 약사불, 우측에 아미타불 등 삼세불을 나란히 배치하고 상하 좌우로 보살 6구과 나한 8구, 사천왕, 화불 2구, 용왕, 용녀 등이 삼세불을 에워싸는 구도를 보여준다. 석가모니불은 키형의 광배를 뒤로 하고 높은 수미단 위 청련대좌 위에 결가부좌하였는데, 이마부분이 넓고 턱부분이 다소 갸름한 얼굴에 이목구비가 작으며, 육계가 뾰족하다. 신체는 건강한 편으로 왼쪽 어깨에 붉은 대의를 걸친 후 대의 자락을 오른쪽에 살짝 걸친 변형된 통견식 착의법을 하고 있다. 대의의 가장자리에는 화문이 그려졌으며, 역시 동일한 화문을 장식한 군의의 윗부분이 넓은 U자형으로 처리되어 있는 점이 독특하다. 수인은 항마촉지인(降魔觸地印)을 결하였고 길상좌(吉祥坐)를 취한 자세가 안정감을 준다. 약사불(향우측)과 아미타불(향좌측)은 석가모니와 동일한 얼굴, 착의법, 자세 등이 동일하지만 광배는 이중륜광으로 처리하였으며 두 상 모두 아미타구품인(阿彌陀九品印)을 결하고 있다. 석가모니의 아래에는 가섭존자(향우)와 아난존자(향좌)가 본존을 향해 서있고 광배 주위로 좌우 각 3구씩의 제자와 분신불이 배치되었으며, 약사불 위쪽으로는 용왕, 아미타불 위쪽으로는 용녀가 얼굴부분만 표현되었다. 석가모니의 대좌 아래쪽에는 6구의 보살들이 사선으로 배치되어 있는데, 다소 무거운 듯한 보관에 붉은색 천의를 입고 중앙을 향해 서 있다. 정중앙의 두 보살은 석가모니의 좌우보처인 문수보살(如意)과 보현보살(연꽃)이며, 옆의 보살은 머리에 붉은 해를 표현한 것으로 보아 일광보살, 반대쪽의 보살은 월광보살을, 가장자리의 두 보살은 특별한 표식은 없으나 아미타불의 협시인 관음보살과 대세지보살을 묘사하였다고 생각된다.
화면의 아래, 위 네 방향에는 사천왕이 배치되어 있다. 향 우측 상단의 천왕은 비파, 하단의 천왕은 칼을 들었으며, 향 좌측 상단의 천왕은 탑, 하단의 천왕은 각각 여의주와 용을 들고 서있는데 위쪽의 두 천왕은 화면의 중앙을, 아래쪽의 두 천왕은 바깥쪽을 향하고 있어 마치 사방을 모두 호위하는 것처럼 보인다.
전체적인 화면구성은 1878년에 제작된 안성 청룡사 삼세불화와 유사한데, 두 불화는 일부 권속의 가감을 제외하고는 동일한 본에 의해 제작된 것임을 알 수 있다. 삼세불의 뾰족한 육계, 착의법을 비롯하여 사이 사이에 배치된 분신불과 제자들이라든가 사방을 호위하고 있는 사천왕의 모습 등이 동일하며, 봉은사 삼세불화에서는 6보살이 표현된 것에 비하여 청룡사 삼세불화에서는 8보살과 두 천녀가 배치된 점이 다를 뿐이다. 이처럼 두 불화가 동일한 도상을 보여주는 것은 봉은사 삼세불화를 그린 화승 중 영명 천기(永明 天機), 금곡 영환(金谷 永煥). 덕월 응론(德月 應惀)이 청룡사 삼세불화 제작에도 참여하였기 때문이다. 채색은 붉은 색을 많이 사용하였으며 청색과 흰색, 녹색, 금색 등을 함께 쓰고 있다. 특히 석가모니의 신광 내부를 금색으로 칠한 것은 판전 비로자나후불도(1886년)와 같으며, 아미타불과 약사불의 신광 내부는 다양한 색대(色帶)로 표현하여 화려하면서도 장식적으로 보인다. 불, 보살의 얼굴은 음영 없이 처리하였으나 나한과 사천왕은 음영을 강하게 사용하였는데 다소 과장되면서도 능숙한 음영처리가 돋보인다. 필선은 철선묘가 주로 사용되었지만 머리카락과 수염 등의 묘사에서 세밀한 필치가 엿보인다.
이 불화는 인권시주(引勸施主)인 오청정월(吳淸淨月)과 민두호(閔斗鎬)를 비롯하여 여러 상궁들의 시주에 의해 조성되었으며, 이 그림을 주관한 화승 영명 천기(永明 天機)가 본사질로 참여하고 있는 것을 볼 때 영명천기는 당시 봉은사에 주석하고 있었던 것으로 보인다.
[화기
緣化所 證明沙月智昌 寶雲亘葉 騰雲修隱 大淵月䆋 誦呪比丘仁先 守玄 持殿比丘性允 昊政 金魚永明天機 金谷永煥 德月應惀 比丘奉華 慧照 致行 法能 供司沙彌法悟 鍾頭沙彌笠禪 就淵 別座松谷守法 都監枕松摠典 化主 月峰法能 引勸施主 吳氏淸淨月 大施主 乾命己丑生閔公斗鎬位登一品祿有十鍾延年益壽 坤命戊戌生文氏兩位安過吉祥現前安樂當徃淨土 本寺 判事靜海法天 枕柗摠典 永明天機 慶海信永 虛谷亘順 騰雲修隱 鶴虛石雲 海翁法船 月峰法能 松谷守法 比丘泰還 法悟 尙宮信女申氏景德華 尙宮信女元氏德圓行 尙宮信女李氏大覺華 尙宮信女太氏妙德雲 信女尹氏功德雲 信女申氏寶法雲 信女朴氏大慧月 信女金氏大智月 信女李氏普明行 信女李氏大慈行 信女李氏實相華 比丘亘祚 昊政 奉攝 守玄 性照 仁讚 就淵 竺禪 太昕 願以此功德普及於一切我等與衆生當生極國同見無量壽皆共成佛道 光緖十八年壬辰五月初七日爲始 上壇幀中壇甘露合六幀造成二十日奉安奉恩寺

이 불화는 세밀한 필치와 섬세한 음영구사가 돋보이는 작품으로 청룡사 삼세불화와 함께 서울지역의 대표적인 삼세불화이므로 서울시 유형문화재로 지정한다.

## 참고 자료
- 봉은사 삼세불도 - 국가유산청 국가유산포털